# Château de Cavanac
Le château de Cavanac est un château situé à Cavanac, en France.

## Description
Du "castrum" cité en 1259, il ne reste rien de visible, hormis peut-être les bases de la tour carrée.

## Localisation
Le château est situé sur la commune de Cavanac, dans le département français de l'Aude en Occitanie.

## Historique
L'édifice est inscrit partiellement au titre des monuments historiques en 1948 (Portail et grille d'entrée).